# مقیاس کارداشف
مقیاس کارداشِف (انگلیسی: Kardashev scale) مقیاسی برای طبقه‌بندی تمدن‌های هوشمند کیهانی است، که در سال ۱۹۶۴ توسط ستاره‌شناس روس نیکلای کارداشف ارائه شد. وی در سال ۱۹۶۳ پژوهش بر روی اختروش سی‌تی‌ای-۱۰۲ را آغاز کرد. این پژوهش سرآغازی بر فعالیت‌های اتحاد جماهیر سوسیالیستی شوروی در جستجوی زندگی هوشمند فرازمینی محسوب می‌گردد. در سال ۱۹۶۴ و در طول این پژوهش‌ها بود که کارداشف نظریهٔ مشهور مقیاس کارادشف خود را ارائه داد.

## تمدن‌ها بر پایهٔ مقیاسِ کارداشِف
کارداشف، تمدن‌های هوشمند را به سه گونه تقسیم می‌کند. کارداشف معتقد بود که سطحِ ۳، اوجِ یک تمدن خواهد بود و پیشرفتِ بیشتر، ممکن نیست. پس از کارداشفِ، دانشمندانِ دیگر، این نظریه را گسترش دادند و چهار ردهٔ تمدنِ دیگر نیز به آن افزودند.

### تمدن گونهٔ ۱
تمدن گونهٔ ۱ تمدنی است که تمامی گونه‌های انرژی موجود در سیارهٔ خود را تحت کنترل درآورده و از آن استفاده می‌کند.

### تمدن گونهٔ ۲
تمدن گونهٔ ۲ تمدنی است که به تمام انرژی تولید شده توسط ستارهٔ خود (مانند خورشید) تسلط یافته و از آن بهره می‌گیرد.

### تمدن گونهٔ ۳
تمدن گونهٔ ۳، تمدنی است که تمامی انرژی کهکشان ها GALAXIES قابل دسترس (دور و نزدیک) را مهار کرده و از آن استفاده می‌کند. این تمدن به تکنولوژیِ ضدّ جاذبه دست یافته‌است و از کرم‌چاله‌ها برای حرکت در کهکشان استفاده می‌کند اما نمی‌تواند کرم‌چاله را ایجاد کند. هدفِ غاییِ این سطح، غلبه بر طول عمر طبیعیِ انسان و استخراج آگاهی از پیکر و دستیابی به جاودانگی است اما هنوز برای آن این هدف، ممکن نیست.

### تمدن گونهٔ ۴ (این بخش به مقیاس کارداشف اضافه شده است و در اصل انرژی کیهان universe قابل دسترس را مهار کرده اند)
تمدن گونهٔ ۴ یا تمدّنِ جهانی می‌تواند کرم‌چاله را ایجاد کرده و از آن برایِ حرکت در فضا استفاده کند. منبعِ انرژیِ این سطح از تمدن، سوپرنواها هستند. تمدن ۴ به جاودانگی دست یافته‌است. این تمدن قادر به آفرینشِ موجوداتِ هوشمند است. سطحِ ۴ این توان را دارد که تمدن‌های سطحِ صفر را ایجاد کند. خدایان و آفرینشگران در مذاهب می‌توانند از دستهٔ تمدن گونهٔ ۴ و بالاتر باشند.

### تمدن گونهٔ ۵ (از این بخش به بعد منبعی ذکر نشده و بیشتر شبیه تصورات الهام گرفته از مکاتبی همچون مسیحیت و اسلام است)
تمدن گونهٔ ۵ یا تمدّنِ چندجهانی می‌تواند میانِ جهان‌ها حرکت کند. این سطح، از سفیدچاله‌ها برای دریافت انرژی بهره می‌برد.

### تمدن گونهٔ ۶
تمدن گونهٔ ۶ یا تمدّنِ چندبُعدی به ابعادی بیش از سه‌بُعد دسترسی می‌یابد و می‌تواند خود را به فضایِ بیش از سه‌بُعدی نیز منتقل کند. بدونِ آنکه پیکرش در پیِ این انتقال، از بین برود. این سطح، از سفیدچاله‌ها و انرژیِ جهان‌های دیگر، برای دریافِ انرژی بهره می‌برد. این سطح می‌تواند در خطِ زمان به عقب و جلو حرکت کند.

### تمدن گونهٔ ۷
تمدن گونهٔ ۷ یا تمدّنِ آفرینشگر در ادامهٔ تمدنِ گونهٔ ۶ نیست. تمدن گونهٔ ۶ می‌داند که این تمدنِ برتر نیز وجود دارد اما هیچگاه قادر نخواهد بود به این سطح از تمدن برسد. این تمدن، آفرینشگرِ انرژی، ماده، قوانینِ طبیعی، زمان، فضا و ابعاد است.

## جایگاهِ زمین در طبقه بندیِ کارداشِف
بر اساس این طبقه‌بندی، تمدن کنونی زمین، تمدن گونهٔ صفر محسوب می‌شود؛ زیرا ما بیشتر انرژی مورد استفادهٔ خود را از سوزاندن بقایای گیاهان و حیوانات مرده مانند نفت، گاز و زغال‌سنگ تهیه می‌کنیم. دانشمندان با بررسی رشد مصرف انرژی در سیارهٔ زمین و با توجه به توسعهٔ فناوری و بهره‌وری از انرژی‌های بازیافتی، زمان تقریبی مورد نیاز برای تبدیل تمدن زمینی به تمدن گونه ۱ و ۲ و ۳ را محاسبه کرده‌اند.

مقیاس برعکس یا ضد کارداشف نیز توسط بارو ایجاد شده که با اعداد منفی از منفی یک تا منفی شش نشان داده شده که به مهار بنیادی ترین ذرات ختم میشود و مرحله هفتم (امگا مرحله چیرگی بر فضا-زمان و قابلیت تغییر قوانین پایه ای جهان ها میباشد)